# Ранов, Вадим Александрович
Вадим Александрович Ранов (16 февраля 1924, Верхотурье — 15 сентября 2006, Душанбе) — советский и таджикский археолог. Доктор исторических наук, член-корреспондент АН Таджикистана, заведующий отделом археологии и нумизматики Института истории, археологии и этнографии им. А. Дониша. Заслуженный деятель науки Таджикской ССР (1990). Действительный член Российской Академии Естественных Наук.

## Биография
Родился 16 февраля 1924 году в городе Верхотурье Тагильского округа Уральской области РСФСР в семье врача Александра Исааковича Ранова. Является признанным лидером в изучении каменного века Азиатского континента, членом-корреспондентом национальной АН Таджикистана, действительным членом Российской Академии Естественных Наук, пожизненным членом Клер Халла (Кембридж, Англия). Был вице-президентом Международной комиссии «Палеоэкология древнего человека». Это ученый, имеющий огромный научный авторитет, твердо удерживающийся на самом высоком уровне мировой науки. Признанием его научных заслуг явилось избрание членом-корреспондентом Германского археологического института (ФРГ, 1986) и присвоение ему звания «Заслуженный деятель науки Таджикской ССР» (1990). В науку В. А. Ранов пришёл в 1949 году, имея за плечами фронтовой опыт, отмеченный двумя орденами Красной Звезды, трудную службу в рядах советской армии в Китае и Туркестанском военном округе. Выпускник Сталинабадского университета. Несомненно, что В. А. Ранов во многом является ученым, который сам себя выучил.
В 201-ю Гатчинскую стрелковую дивизию он попал в ноябре 1944 года из псковского госпиталя. До этого воевал на Центральном, 1-м Украинском и 3-м Прибалтийском фронтах.
Скончался 15 сентября 2006 в Душанбе, похоронен на Центральном кладбище города.

## Основные труды
- Гинзбург Э. Х., Горенштейн Н. М., Ранов В. А. Статистико-математическая обработка шести мустьерских памятников Средней Азии Палеолит Средней и Восточной Азии. Новосибирск, 1980: 7—31.
- Григорьев Г. П., Ранов В. А. О характере палеолита Средней Азии Тезисы докладов сессии, посвященных итогам полевых археологических исследований 1972 года в СССР. Ташкент: ФАН, 1973.
- Окладников А. П., Ранов В. А. Каменный век История таджикского народа. Т. 1. М., 1963.
- Ранов В. А. Древнейшие стоянки палеолита на территории СССР Российская археология. 1992, № 2: 81—95.
- Ранов В. А. О восточной границе мустьерской культуры Хроностратиграфия палеолита Северной, Центральной и Восточной Азии и Америки. Новосибирск, 1990: 262—268.
- Ранов В.А Парадокс леваллуа Каменный век. Памятники. Методика. Проблемы. Киев: Наукова Думка, 1989: 46—50.
- Ранов В. А. Каменный век Южного Таджикистана и Памира. Автореферат диссертации на соискание ученой степени доктора ист. наук в форме доклада. Новосибирск, 1988: 52 с.
- Ранов В. А. О применении атрибутивного (количественного) метода в археологии Проблемы реконструкций в археологии. Новосибирск: Наука, 1985: 55—62.
- Ранов В. А. Семиганч — новое мустьерское местонахождение в Южном Таджикистане МИА, № 185 (Палеолит и неолит СССР, т. VII). Л., 1972: 100—110.
- Ранов В. А. К изучению мустьерской культуры в Средней Азии Материалы и исследования по археологии СССР, № 173. Л., 1971: 209—232.
- Ранов В. А. О возможности выделения локальных культур в палеолите Средней Азии Известия Отд. Общ. Наук Тадж. ССР, вып. 3 (53), 1968: 3—11.
- Ранов В. А. Каменный век Таджикистана. Душанбе, 1965: 145 с.
- Ранов В. А., Амосова А. Г. Раскопки мустьерской стоянки Худжи в 1978 году Археологические работы в Таджикистане. Вып. 18. Душанбе, 1984: 11—47.
- Ранов В. А., Амосова А. Г. Раскопки пещерной стоянки Огзи-Кичик в 1977 году А̀рхеологические работы в Таджикистане. Душанбе, 1977, вып. XVII: 7—33.
- Ранов В.А, Додонов А. Е. О периодизации и стратиграфии нижнепалеолитических стоянок Средней Азии Проблемы взаимосвязи природы и общества в каменном веке Средней Азии: тезисы докл. конф., посвящ. 50-летию открытия Тешик-Таша. Ташкент, 1988: 69—71.
- Ранов В. А., Каримова Г. Р. Каменный века Афгано-Таджикской депрессии. — Душанбе. — 2005. — 248 с.
- Ранов В. А., Лаухин С. А. Новые раскопки стоянки Худжи, Таджикистан (предварительное сообщение) Палеоэкология плейстоцена и культуры каменного века Северной Азии и сопредельных территорий. Т. 2. Новосибирск, 1998а: 345—351.
- Ранов В. А., Лаухин С. А. Проблемы геохронологии лёссового палеолита Южного Таджикистана Палеоэкология плейстоцена и культуры каменного века Северной Азии и сопредельных территорий. Т. 2. Новосибирск, 1998б: 352—357.
- Ранов В. А., Несмеянов С. А. Палеолит и стратиграфия антропогена Средней Азии. Душанбе, 1973.
- Ранов В. А., Шарапов Ш., Никонов А. И. Фауна млекопитающих, археология и геология стоянки Огзи-Кичик (Южный Таджикистан) Доклады АН Таджикской ССР. Душанбе, 1973, т. XVI, № 7: 60—63.